# Art Libraries Society of North America
La Art Libraries Society of North America (également connue sous le nom d'ARLIS/NA) est une organisation fondée en 1972 qui regroupe environ 1 000 bibliothécaires d'art, étudiants en bibliothéconomie et professionnels des ressources visuelles.

## Groupe d'Intérêt Spécial Lesbiennes, Gays, Bisexuels et Transgenres
Anciennement la Table ronde sur les Intérêts et Questions des Gays et Lesbiennes (en anglais : Gay and Lesbian Interests/Issues Round Table), le Groupe d'Intérêt Spécial Lesbiennes, Gays, Bisexuels et Transgenres (en anglais : Lesbian, Gay, Bisexual and Transgendered Special Interest Group) fait partie de l'ARLIS/NA.
Ce groupe se concentre sur les aspects professionnels et culturels de la communauté LGBTQ à travers la discussion et l'échange informel d'informations lors de réunions annuelles pendant la conférence ARLIS/NA.